# Ash (Surrey)
Ash es una parroquia civil y un pueblo del distrito de Guildford, en el condado de Surrey (Inglaterra).

## Geografía
Según la Oficina Nacional de Estadística británica, Ash tiene una superficie de 9,73 km².

## Demografía
Según el censo de 2001, Ash tenía 17 549 habitantes (49,85% varones, 50,15% mujeres) y una densidad de población de 1803,6 hab/km². El 19,15% eran menores de 16 años, el 75,27% tenían entre 16 y 74 y el 5,57% eran mayores de 74. La media de edad era de 37,66 años. Del total de habitantes con 16 o más años, el 29,12% estaban solteros, el 56,24% casados y el 14,63% divorciados o viudos.
El 93,63% de los habitantes eran originarios del Reino Unido. El resto de países europeos englobaban al 2,51% de la población, mientras que el 3,85% había nacido en cualquier otro lugar. Según su grupo étnico, el 97,47% eran blancos, el 0,63% mestizos, el 0,79% asiáticos, el 0,6% negros, el 0,29% chinos y el 0,18% de cualquier otro. El cristianismo era profesado por el 76,11%, el budismo por el 0,15%, el hinduismo por el 0,2%, el judaísmo por el 0,09%, el islam por el 0,51%, el sijismo por el 0,11% y cualquier otra religión por el 0,24%. El 15,81% no eran religiosos y el 6,77% no marcaron ninguna opción en el censo.
9720 habitantes eran económicamente activos, 9506 de ellos (97,8%) empleados y 214 (2,2%) desempleados. Había 7317 hogares con residentes, 148 vacíos y 6 eran alojamientos vacacionales o segundas residencias.